# Xin nhận nơi này làm quê hương
Xin nhận nơi này làm quê hương là một bộ phim tâm lý, khai thác đề tài cuộc Chiến tranh Việt Nam của đạo diễn Hoàng Vĩnh Lộc, ra mắt năm 1970.

## Nội dung
Năm người lính biệt kích với năm tâm trạng và năm nếp sống khác biệt nhưng chung một chí hướng. Họ là những người lính sống âm thầm trong bóng tối nhưng những bóng tối đó luôn nuôi dưỡng một mặt trời.
Trong một sứ mạng vô cùng nguy hiểm là nhảy dù xuống vùng do đối phương kiểm soát, để dò thám và phá hoại, họ bị lạc giữa rừng già, sau khi hư máy truyền tin. Họ phải tự lực tìm đường về. Bốn người lần lượt gửi xác nơi rừng rậm.
Thành - toán phó - là người duy nhất người sống sót, tạm náu thân trong một nhà thờ. Mặc dù có thể tiếp tục sống thanh bình ở nơi này, nhưng anh trở về với một thân hình không còn toàn vẹn và vẫn không chịu trốn thoát cuộc đời. Từ chối mọi hy vọng được cứu rỗi, anh lại ra đi, về đến doanh trại giữa cảnh đổ nát của chiến tranh. Và người yêu vẫn chung thủy với anh. Tình yêu tình thương sẽ hàn gắn lại tất cả, sẽ xây dựng lại tất cả.

## Diễn viên
- Tâm Phan
- Minh Trường Sơn
- Trần Quang[1]
- Đoàn Châu Mậu
- Huy Cường
- Ngọc Minh

## Nhạc phim
- Ca khúc chủ đề: Xin nhận nơi này làm quê hương

Sáng tác: Hoàng Trọng

## Vinh danh
Phim được chọn chiếu khai mạc Ngày Điện Ảnh Việt Nam 22 tháng 9 năm 1970 tại rạp Rex, đoạt liên tiếp hai tượng vàng Văn học Nghệ thuật Tổng thống, sau đó lại được cử đi đại diện Việt Nam tại Đại hội điện ảnh quốc tế Frankfurt.
Sau ngày 30 tháng 4 năm 1975 thống nhất, cuộn băng gốc được chuyển về Viện Tư Liệu Điện Ảnh Việt Nam để lưu trữ.